# Kristian Wik
Kristian Gabriel Wik, född den 12 september 1864 i Västerås, död den 22 februari 1933 i Härnösand, var en svensk ämbetsman. Han var far till Per Kristian och Gunnar Wik.
Wik blev student vid Uppsala universitet 1882 och avlade hovrättsexamen där 1887. Han blev extra ordinarie notarie i Svea hovrätt sistnämnda år, vice häradshövding 1890, tillförordnad hovrättsfiskal 1893, extra länsnotarie i Kopparbergs län 1893, tillika landskanslist där samma år, länsnotarie där 1898. Wik blev kronofogde i Falu fögderi 1904 och landssekreterare i Västernorrlands län 1909. Han blev riddare av Vasaorden 1903 och av Nordstjärneorden 1915 samt kommendör av andra klassen av sistnämnda orden 1925. Wik vilar i en familjegrav på Nya kyrkogården i Härnösand.